# Marko Rehmer
Marko Rehmer (Berlim Oriental, 29 de Abril de 1972) é um ex-futebolista alemão que atuava como zagueiro.

## Carreira

### Clubes
No seu início de carreira Rehmer jogou pelo 1. FC Union Berlin. Depois foi atuar no Hansa Rostock em 1997. De 1999 até 2005 atuou pelo Hertha Berlin, até se transferir para o Eintracht Frankfurt em Julho de 2005.

### Seleção Alemã
Rehmer jogou 35 partidas pela Alemanha que foi de 1998 a 2003, marcando 4 gols. Com a seleção alemã conseguiu o vice-campeonato da 2002.

## Títulos

### Clubes
Hertha BSC
- DFB-Ligapokal: 2001, 2002; vice 2000

Eintracht Frankfurt
- DFB-Pokal: Vice 2005–06